# Ralph Marterie
Ralph Marterie, pseudonimo di Raffaele Martire (Acerra, 24 dicembre 1914 – Chicago, 10 ottobre 1978), è stato un musicista swing italiano naturalizzato statunitense.

## Biografia
Nato ad Acerra, emigrò con la famiglia negli Stati Uniti alla fine degli anni venti. Si stabilirono a Chicago, dove suo padre fu ingaggiato per suonare presso la Civic Opera Orchestra.
Fin da ragazzino, iniziò a suonare la tromba. Divenne il capo di una orchestra da ballo, formata assieme ai suoi compagni di college. Dopo il diploma, trovò lavoro come trombettista nell'orchestra della NBC Radio di Chicago, dove suonò con bandleader come Percy Faith e André Kostelanetz.
Quando scoppiò la Seconda guerra mondiale, si arruolò in Marina e diventò capo della loro banda musicale. Finita la guerra, tornò a Chicago e ottenne la conduzione dell'orchestra della ABC Radio. Questo lo portò a sottoscrivere un contratto con la Mercury Records, per la quale cominciò a registrare saltuariamente dei singoli nel 1948.
Il nuovo complesso di Ralph debuttò nel 1951. I suoi dischi vendettero abbastanza da convincerlo a fare un tour, che organizzò egli stesso. Cominciò a lavorare nel Wisconsin, in Michigan e altri stati vicini, comparendo al Frank Dailey's Meadowbrook Ballroom di Cedar Grove e all'Hollywood Palladium di Hollywood.
Nel 1952, la sua cover di Caravan restò nella classifica delle 40 canzoni più ascoltate secondo Billboard per più di 10 settimane e ottenne un secondo "disco d'oro" con Pretend, l'anno successivo.
Nel 1953, egli registrò una versione di "Crazy Man, Crazy" di Bill Haley, che è generalmente considerata come la prima canzone di rock and roll. La sua versione di questa canzone raggiunse la 13ª posizione nella classifica di Billboard Jockey e l'11ª di Cash Box nel giugno del 1953.
Ottenne qualche altro successo minore verso la fine degli anni cinquanta, tutti cover delle canzoni più famose del tempo come Guaglione, Tequila e Skokiaan. Fu anche protagonista di uno spettacolo radio, sponsorizzato dalla Marlboro, e apparve anche in televisione nel programma The Cavalcade of Bands.
Fu colto da un infarto mentre era in volo da Daytona Beach (dove aveva appena tenuto una tappa del suo tour) a Chicago, dove si spense il 10 ottobre 1978.

## Discografia
La produzione di Marterie per la Mercury (e più tardi per la United Artists Records e per la Musicor Records) è abbastanza nutrita, anche considerando che il mercato per le grandi bande musicali stava costantemente diminuendo.
Di proprio Marterie ha composto poco, essendo le sue canzoni perlopiù cover dei grandi successi del tempo. Molti dei suoi successi sono nel classico stile swing, con contaminazioni jazz, per avvicinarsi, negli ultimi anni, ad uno stile "pop" di più facile e largo consumo.
- Sweet and Lovely, Mercury MG 20010
- Alone Together, Mercury MG 20054
- Dance Band in Town, Mercury MG 20066
- Swing Baby, Mercury MG 20124
- On Bandstand Number One, Mercury MG 20125
- Salute to the Aragon, Mercury MG 20128
- Love Themes of the Classics, Mercury MG 20174
- Young America Dances, Mercury 20198
- Dance Date, Mercury MG 22053
- Jumpin' Trumpet, Mercury MG 20294
- Music for a Private Eye, Mercury MG 20437
- Dance Album, Mercury/Wing MGW-12179
- Soft Tender Trumpet, Mercury/Wing MGW-12185
- Marvelous Marterie, Mercury/Wing MGW-12511
- Dance Party, Mercury SR60004
- College Dance Favorites, Mercury SR60035
- Hi-Fidelity Concert, Mercury SR 60036
- Sing Baby, Mercury SR60124
- Big Band Man, Mercury SR 60183
- 88 Strings, United Artists WWS 8506
- Big Band Themes with 88 Strings and a Golden Horn, United Artists UAS 6177
- Dance to the Music Man, United Artists UAS 6235
- Dancer's Choice, United Artists UAS 6285
- 50 Dance Favorites, United Artists UAS 6349
- 51 Country Club Favorites, Musicor MS 3011
- Motion Picture Hits, Musicor MS 3049